# Colembert
Colembert (flämisch: Kolesberg) ist eine französische Gemeinde mit 907 Einwohnern (Stand: 1. Januar 2022) im Département Pas-de-Calais in der Region Hauts-de-France. Sie gehört zum Arrondissement Boulogne-sur-Mer und zum Kanton Desvres.

## Geographie
Die Gemeinde Colembert liegt im Regionalen Naturpark Caps et Marais d’Opale, etwa 16 Kilometer ostnordöstlich von Boulogne-sur-Mer. Umgeben wird Colembert von den Nachbargemeinden Boursin im Norden, Alembon und Sanghen im Nordosten, Nabringhen im Osten, Henneveux im Südosten und Süden, Alincthun im Süden und Südwesten, Bellebrune im Südwesten und Westen, Le Wast im Westen sowie Belle-et-Houllefort im Westen und Nordwesten. Durch die Gemeinde führt die Route nationale 42.

## Bevölkerungsentwicklung
| Jahr                       | 1962 | 1968 | 1975 | 1982 | 1990 | 1999 | 2006 | 2013 | 2022 |
| Einwohner                  | 503  | 507  | 447  | 509  | 588  | 687  | 717  | 831  | 907  |
| Quellen: Cassini und INSEE |      |      |      |      |      |      |      |      |      |

## Sehenswürdigkeiten
- Kirche Saint-Nicholas aus dem 18. Jahrhundert, seit 1984 Monument historique
- Schloss aus dem 18. Jahrhundert, seit 1980 Monument historique
- Herrenhaus von La Cabocherie

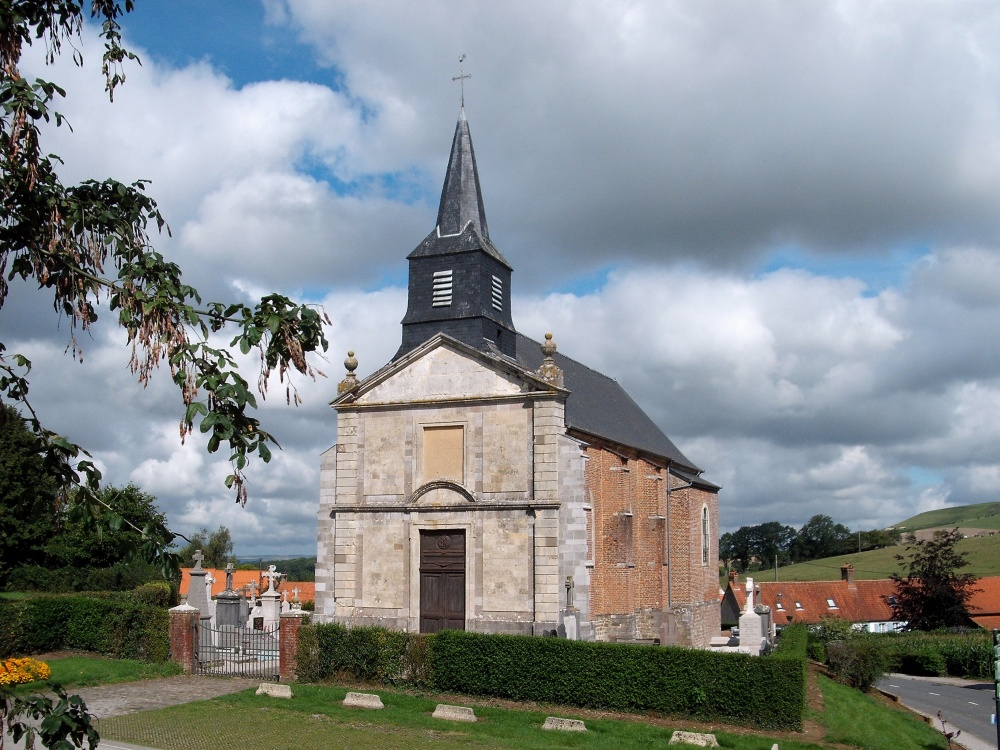
Kirche Saint-Nicolas
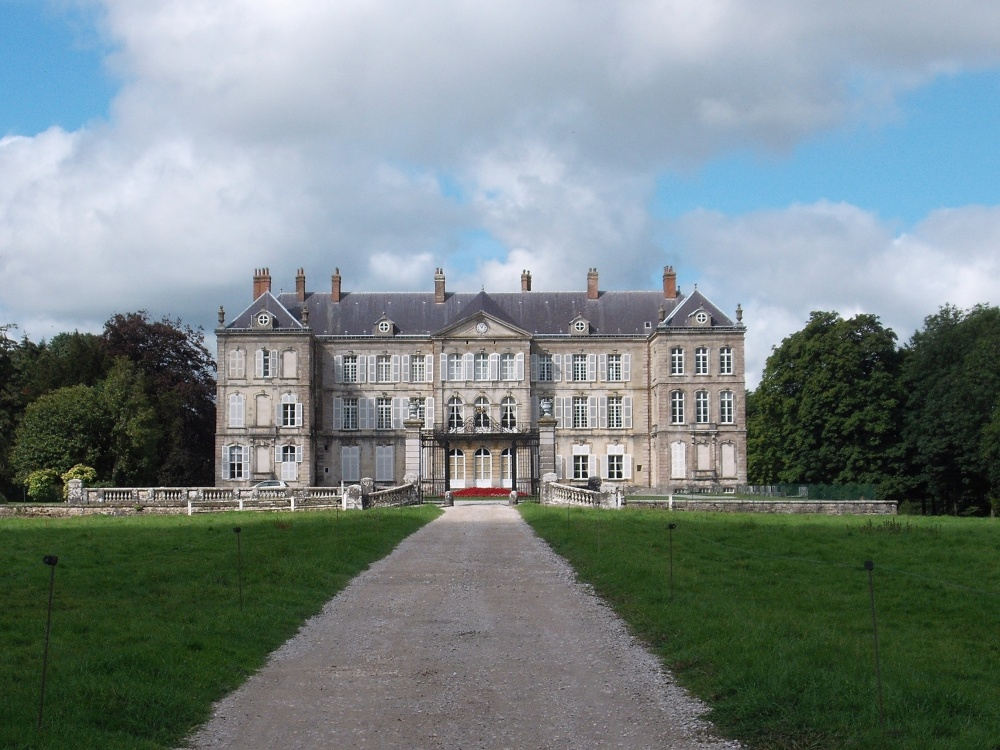
Schloss Colembert